# Sempai
Sempai eller Senpai (先輩), er et japansk begreb, der betegner en person, senior, som er indtrådt i organisationen før en selv.
Begrebet sempai har relation til det japanske begreb Kohai (後輩), der betegner en person, junior, som indtrådte i organisationen efter sempai.
Begreberne anvendes overalt i den japanske kultur, fx skolesystemer, erhvervslivet og inden for den japanske kampkultur, hvor begreberne karakterer forskellige niveauer i det sociale hierarki.

## Sempai/Kohai relation
Et af de vigtigste relationer i det japanske sociale hierarki er forholdet mellem sempai og kohai.
En sempai er undertiden sammenlignet med en mentor, men denne sammenligning fanger ikke alle nuancerne i begrebet på japansk. I Vesten bliver begrebet mentor ofte anvendt i forbindelse med person, som er væsentligt ældre, klogere og mere erfaren end den person, som bliver vejledt. Dette forhold er normalt ikke tilfældet i sempai/kohai sammenhæng. En senpai og kohai kan være ens på flere områder. De er kan være på samme alder, have lignende position og social status. Den store forskel ligger i anciennitet eller erfaring. Eksempelvis to mennesker på samme universitet, hvor den ene er første-års studerende, mens den anden er på tredje år, her vil der være tale om et sempai/kohai forhold.
Sempai/kohai forholdet indebærer, at kohai respekterer sempais anciennitet. Til gengæld forventes det, at sempai passer, tager sig af og vejleder kohai. Forholdet mellem senpai og kohai er traditionelt af varig betydning.